# 셀렉트 (잡지)
셀렉트(영어: Select)는 1990년대 영국의 음악잡지로, 스튜어트 매코니가 브릿팝을 다룬 것으로 많이 알려져 있다. 1993년 "Yanks Go Home" 판은 어서스, 데님, 생테티엔, 펄프와 스웨이드의 브렛 앤더슨이 유니언 잭 앞에 찍은 사진을 표지로 사용하였고, 그런지와 같은 미국 장르에 대한 열풍의 반대를 이끄는 중요한 자극제가 됐다. 편집자는 알렉시스 페트리디스였다.
잡지는 1990년 중반에 생겨서 2001년 초까지 발간되었다. 이는 브릿팝 신의 흥망성쇠를 반영한 것이다.

## 태그라인
- Pop Babylon! (1994년 경)
- Music and Beyond (1998년 경)
- Music for Tomorrow (2000년 경)
- Total Stereo[2]

## 기여자
- 앤드류 페리[2]
- 해리 버덴[2]
- 길스 덜리
- 존 해리스
- 앤드류 해리슨[3]
- 그레이엄 라이넌
- 스티브 로[2]
- 도리언 린스키[2]
- 스튜어트 매코니
- 사라 매닝
- 케이틀린 모란
- 존 뮬런[2]
- 시안 패턴든[2]
- 데이비드 퀀틱[2]
- 미란다 소여
- 캐스 스펜서[2]
- 로이 윌킨슨[2]